# 竹原駅
竹原駅（たけはらえき）は、広島県竹原市中央一丁目にある西日本旅客鉄道（JR西日本）呉線の駅である。駅番号はJR-Y25。

## 歴史
- 1932年（昭和7年）7月10日：鉄道省三呉線（現・呉線）安芸幸崎駅 - 当駅間延伸時に終着駅として開設[3]。
- 1935年（昭和10年）
  - 2月17日：三呉線当駅 - 三津内海駅（現・安浦駅）間延伸、途中駅となる[3]。
  - 11月24日：三原駅 - 海田市駅間全通に伴い、線路名称改定。呉線所属となる[3]。
- 1970年（昭和45年）
  - 8月23日：駅舎改築[4]。
  - 10月1日：みどりの窓口営業開始[5]。
  - この年：須波駅 - 安登駅を管理する竹原管理駅となる[6]。
- 1984年（昭和59年）1月1日：貨物取扱廃止[2]。
- 1986年（昭和61年）11月1日：荷物扱い廃止[2]。
- 1987年（昭和62年）
  - 4月1日：国鉄分割民営化に伴い、西日本旅客鉄道（JR西日本）の駅となる[2]。
  - 6月15日：夜間滞泊をしない当駅折返し列車新設。
- 1988年（昭和63年）3月13日：夜間滞泊をしない当駅折返し列車運転区間が三原駅まで延長。
- 1995年（平成7年）10月1日：管轄が広島支社の直轄（三原管理駅）から三原地域鉄道部に変更[7]。
- 2003年（平成15年）10月1日：業務委託駅化（ジェイアール西日本広島メンテック受託）。
- 2005年（平成17年）10月1日：臨時快速「瀬戸内マリンビュー」新設に伴い、停車駅となる。
- 2007年（平成19年）
  - 8月：ICOCA専用改札機（カードリーダー）設置。
  - 9月1日：ICカード「ICOCA」が利用可能となる。
- 2010年（平成22年）
  - 7月14日：平成22年梅雨前線豪雨に伴い、呉線内で複数の土砂崩れが発生。三原駅 - 呉駅間が不通となる[8]。
  - 7月20日：三原駅 - 当駅間運行再開[9][10]。
  - 11月1日：当駅 - 安浦駅間で運転再開[11]。
- 2012年（平成24年）10月：バリアフリー化工事開始[12]。
- 2013年（平成25年）3月29日：バリアフリー化完了、改札口とホームを連絡するエレベーター使用開始[注釈 1]。
- 2016年（平成28年）
  - 6月22日：平成28年梅雨前線豪雨に伴い、安登駅 - 安芸川尻駅間で土砂崩れ発生。三原駅 - 広駅間が不通となる[13]。
  - 6月27日：三原駅 - 安浦駅間で運転再開[13]。
- 2018年（平成30年）
  - 6月1日：三原地域鉄道部廃止に伴い、三原駅の被管理駅となる[14]。
  - 7月5日：平成30年7月豪雨に伴い、不通となる[15]。
  - 12月15日：三原駅 - 安浦駅間復旧に伴い、営業再開[16]。
- 2020年（令和2年）10月3日：観光列車の臨時快速「etSETOra」新設に伴い、停車駅となる。
- 2021年（令和3年）
  - 2月28日：みどりの窓口の営業を終了[17]。
  - 3月1日：みどりの券売機稼働開始。
  - 7月1日：駅業務がJR西日本中国交通サービスに移管。
- 2025年（令和7年）6月1日：当駅での駅員の常駐を廃止し、インターホンでの遠隔対応に変更[18]。

## 駅構造

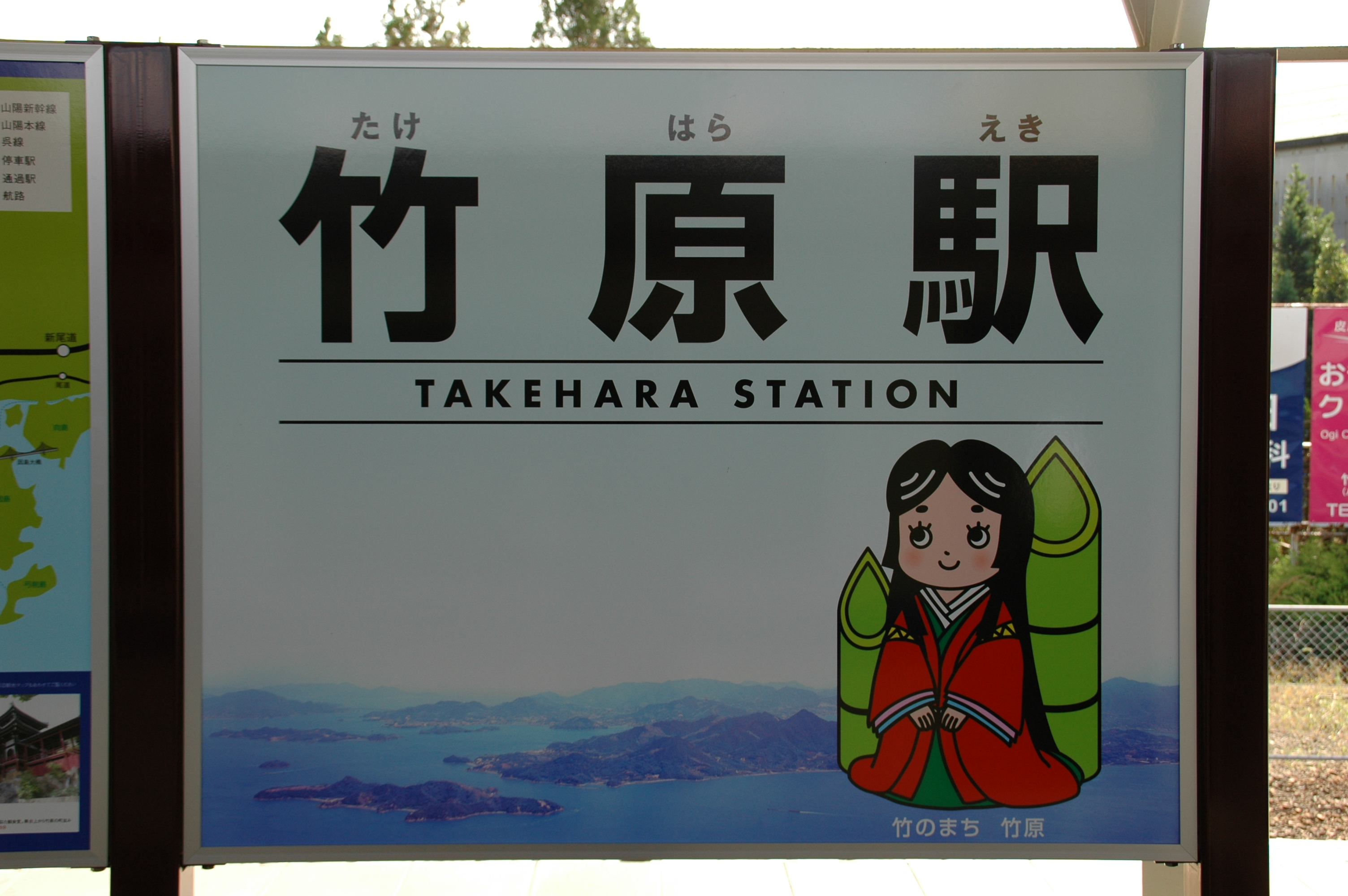
マスコットイラスト入り駅名標（2005年10月）

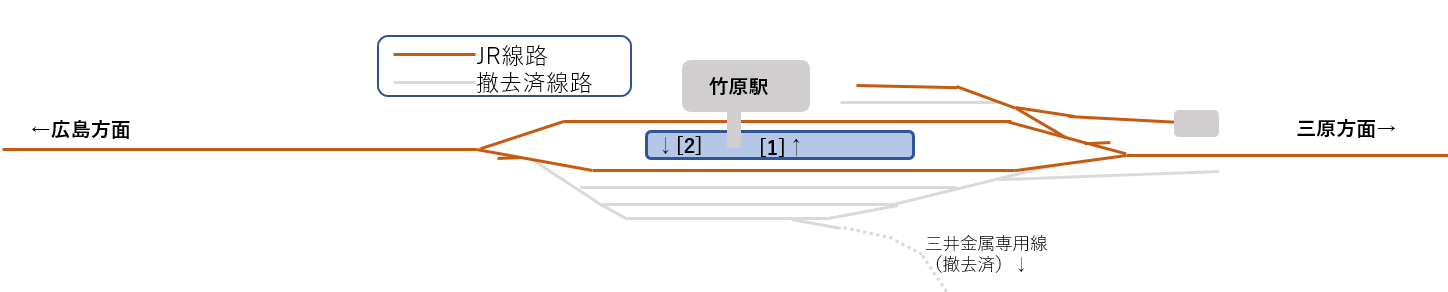
島式ホーム1面2線構造である。貨物側線は撤去されている。

1面2線の島式ホームを持つ地上駅で、列車の行き違いが可能。駅舎は線路北側にあり、各ホームへは跨線橋とエレベーターで連絡している。
無人駅である。2025年5月31日まではJR西日本中国交通サービスが受託する業務委託駅であった。
みどりの券売機の他にオレンジカード対応自動券売機が設置されており、ICOCAや相互利用対象ICカードが利用可能。但し自動改札機は無く、専用カードリーダーで処理する。

### のりば
| のりば | 路線 | 方向 | 行先           |
| ------ | ---- | ---- | -------------- |
| 1      | 呉線 | 上り | 三原・福山方面 |
| 2      | 呉線 | 下り | 呉・広島方面   |

付記事項
- 1番線は上り本線であり、信号機配置上は呉方面からの到着と三原方面への出発のみ可能。
- 2番線は下り本線（兼上り副本線）で、同様に両方向の着発が可能。
- 以前は2番線の更に南側に数本の貨物用側線と、そこから南東に分岐して三井金属鉱業竹原精煉所に至る専用線があったが、いずれも撤去されている。
- 貨物用側線は駅東側にもあり、大部分は撤去されているものの、1番線の安全側線西側の地点から呉側に分岐する1線（竹原警察署東側に車止め設置）とそこからスイッチバックして三原側に伸びる1線のみは残されており、工事用車両留置等に使用されている。
- 上りの最終列車は当駅止まりで、翌朝下りの始発列車となる。
- 2011年3月ダイヤ改正より、列車接近放送は案内のアナウンスに続いてメロディが流れる方式に変更された。メロディは、広島シティネットワーク標準のものを使用している（1番線は広島駅4・9番線と同じもの、2番線は同駅2・7番線と同じもの）。

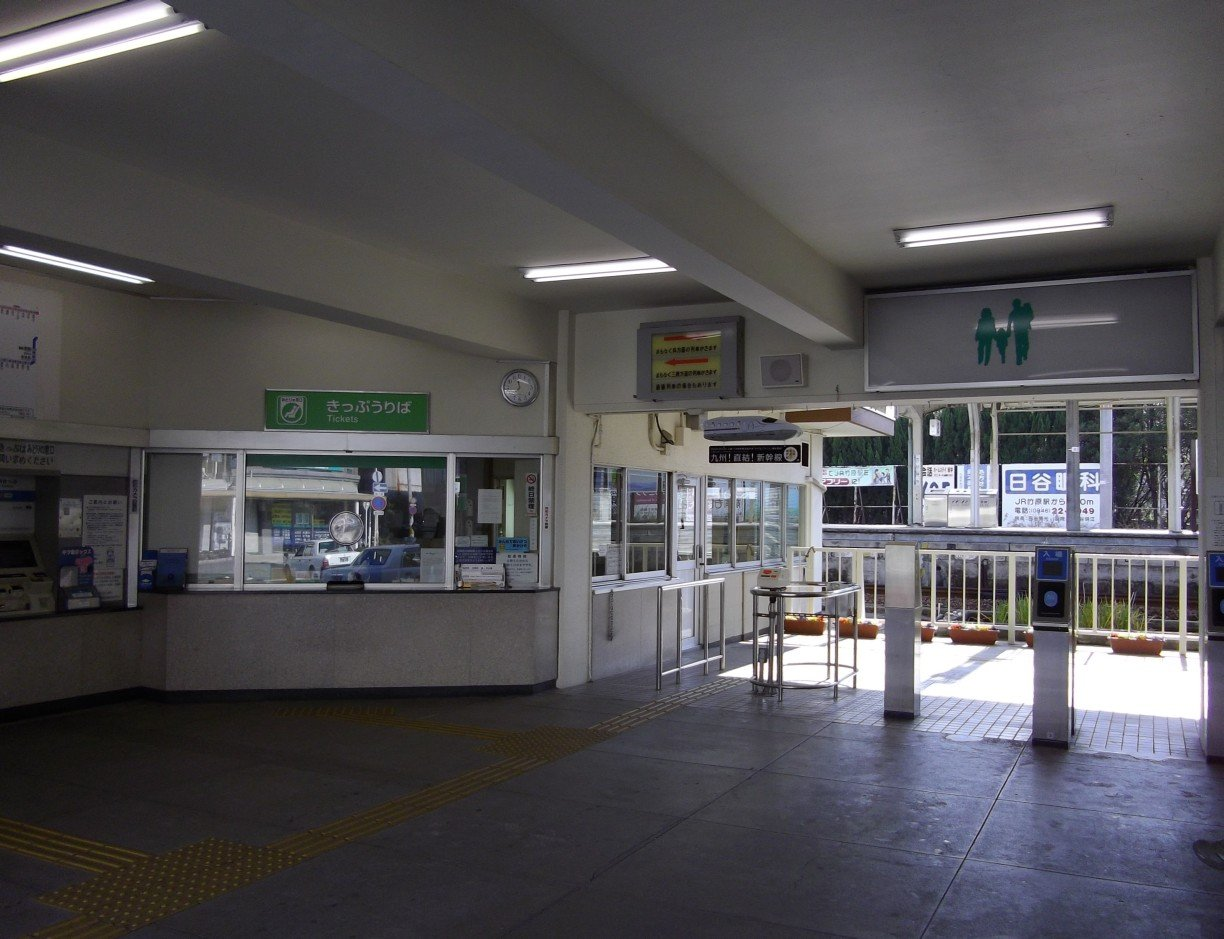
改札口（2011年1月）
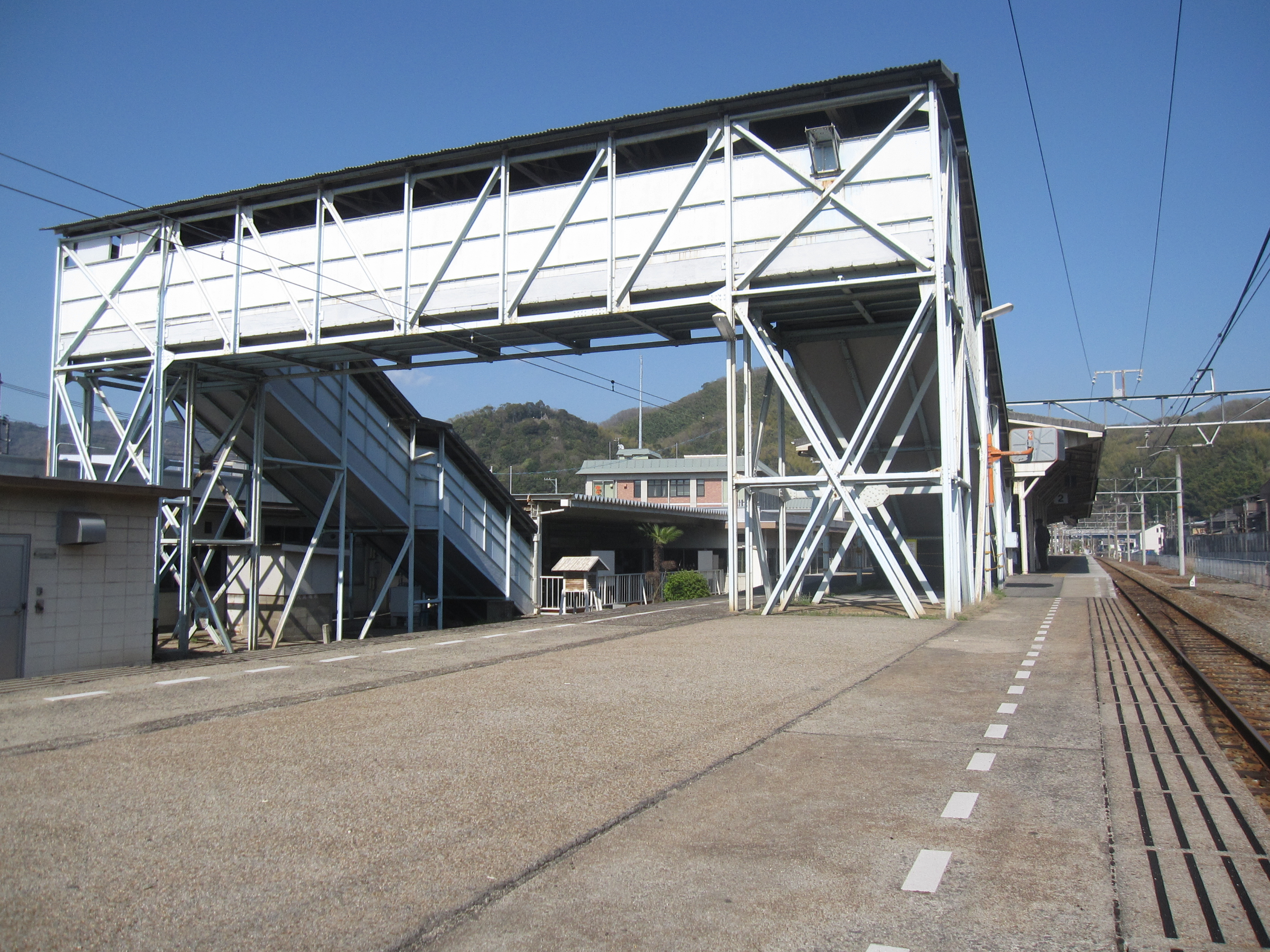
ホームと跨線橋（2012年4月）

## 利用状況
「広島県統計年鑑」によると、近年の1日平均乗車人員の推移は以下の通り。
| 年度                | 1日平均 乗車人員 |
| ------------------- | ---------------- |
| 1987年（昭和62年）  | 3,156            |
| 1988年（昭和63年）  | 3,217            |
| 1989年（平成 元年） | 3,103            |
| 1990年（平成02年）  | 3,065            |
| 1991年（平成03年）  | 2,915            |
| 1992年（平成04年）  | 2,792            |
| 1993年（平成05年）  | 2,581            |
| 1994年（平成06年）  | 2,414            |
| 1995年（平成07年）  | 2,292            |
| 1996年（平成08年）  | 2,201            |
| 1997年（平成09年）  | 2,034            |
| 1998年（平成10年）  | 1,927            |
| 1999年（平成11年）  | 1,820            |
| 2000年（平成12年）  | 1,750            |
| 2001年（平成13年）  | 1,651            |
| 2002年（平成14年）  | 1,568            |
| 2003年（平成15年）  | 1,492            |
| 2004年（平成16年）  | 1,409            |
| 2005年（平成17年）  | 1,370            |
| 2006年（平成18年）  | 1,308            |
| 2007年（平成19年）  | 1,253            |
| 2008年（平成20年）  | 1,187            |
| 2009年（平成21年）  | 1,129            |
| 2010年（平成22年）  | 1,121            |
| 2011年（平成23年）  | 1,079            |
| 2012年（平成24年）  | 1,037            |
| 2013年（平成25年）  | 1,025            |
| 2014年（平成26年）  | 961              |
| 2015年（平成27年）  | 953              |
| 2016年（平成28年）  | 845              |
| 2017年（平成29年）  | 825              |
| 2018年（平成30年）  | 672              |
| 2019年（令和 元年） | 792              |
| 2020年（令和02年）  | 643              |
| 2021年（令和03年）  | 548              |
| 2022年（令和04年）  | 572              |
| 2023年（令和05年）  | 578              |

## 駅周辺
- 竹原警察署
- 芸陽観光 竹原駅前案内所
- 藤三 竹原ショッピングセンター
- フジ 竹原店

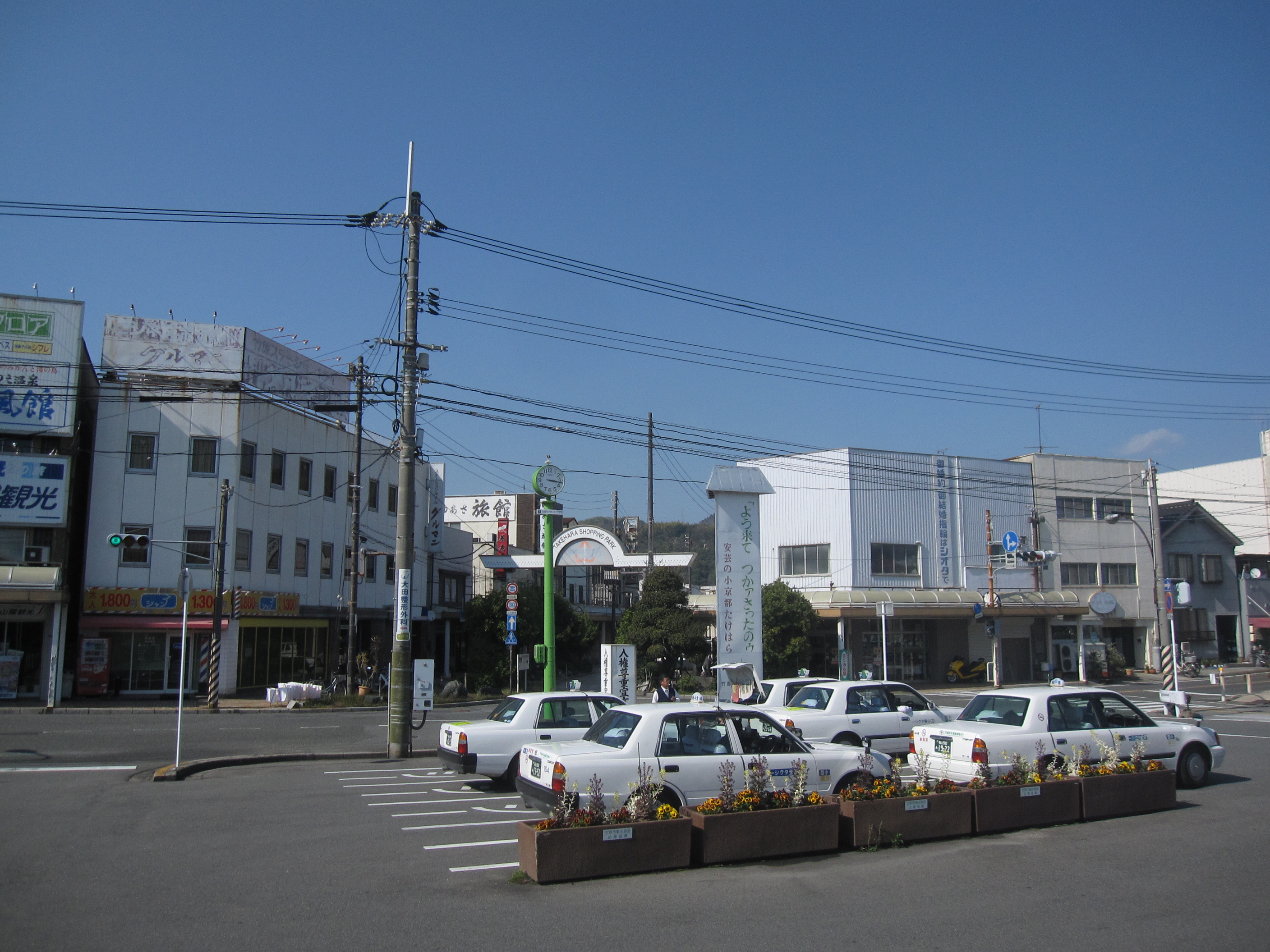
駅前（2012年4月）

- あいふる316（駅前商店街）：昭和62年度手づくり郷土賞受賞（ふれあいの並木道）[19]
- 竹原・町並み保存地区（駅から北東に徒歩15分）[20]
- 竹原シティホテル
- 竹原市役所
- 市立竹原書院図書館
- 竹原本川郵便局
- 竹原郵便局
- 広島県立竹原高等学校
- 竹原市立竹原中学校
- 竹原市立竹原小学校
- 竹原自動車学校
- 竹原港

### バス路線
駅前にはバス・タクシーや送迎車用のロータリーや駐車場が設置されている。駅舎を出て左手のスペースに「竹原駅」バス停があり、芸陽バスの高速バス『かぐや姫号』と路線バスが発着する。
- 都市間高速バス『かぐや姫号』（広島駅・広島バスセンター方面）
- 三原－竹原線（竹原フェリー・忠海駅・三原市方面）
- 安芸津－西条線（東広島市 山陽新幹線東広島駅・JR山陽本線西条駅方面）
- フェリー線（竹原フェリー方面 / 中通方面） - 竹原フェリー（北崎港）へ竹原駅から約7分

広島空港と竹原駅・竹原港との間に安全タクシーによるジャンボタクシーが運行されている。

### 道路
- 国道185号 - 東広島市安芸津・呉市方面 / 忠海・三原市方面
  - 竹原港（北崎港 たけはら海の駅） - 竹原駅から国道185号経由で約1.5キロ、大崎上島・大崎下島・契島への航路
  - 道の駅たけはら - JR竹原駅から北へ約600メートルの国道185号沿い
- 国道432号 - 国道2号・山陽自動車道河内IC（約13キロ）方面
- 広島県道75号三原竹原線 - 三原市方面
- 広島県道246号竹原港線

## 隣の駅
西日本旅客鉄道（JR西日本）
 呉線
大乗駅 (JR-Y26) - 竹原駅 (JR-Y25) - 吉名駅 (JR-Y24)